# Football Club Elva
Il Football Club Elva, noto più semplicemente come Elva, è una società calcistica estone con sede nella città di Elva. Milita in Esiliiga, la seconda divisione del campionato nazionale.

## Storia
L'Elva fu fondato nel 2000 con l'acquisizione del titolo sportivo del Viljandi, che permise al nuovo club di partire subito dall'Esiliiga. La stagione d'esordio si concluse con un quinto posto, mentre nella successiva l'Elva retrocesse in II Liiga.
Riconquistò la seconda serie nel 2005 e la mantenne per tre stagioni (nel 2006 finì ultimo ma fu ripescato) prima di retrocedere ancora in II Liiga, dove rimase, eccetto per una breve parentesi in III Liiga, fino al 2012.
Nel 2013 partecipò alla nuova categoria dell'Esiliiga B e arrivò sesto, confermando la posizione anche l'anno seguente e migliorandola nel 2015, con un quarto posto. Nel campionato 2016 l'Elva conclude in seconda posizione dietro al Kuressaare e ottiene la promozione in Esiliiga, serie in cui mancava da nove stagioni.
Nell'Esiliiga 2017 si classifica nono. Retrocesso sul campo, viene poi ripescato per i posti vacanti che si erano creati con l'incorporazione del FCI Tallinn (e della sua formazione riserve) nel Levadia Tallinn.
Risultati più soddisfacenti sono arrivati nella stagione 2018: al termine di una lunga lotta col Tarvas Rakvere, l'Elva si classifica quarto dietro a Maardu, Flora U-21 e Levadia U-21, e ha la prima storica possibilità di accedere alla Meistriliiga tramite lo spareggio promozione/retrocessione, poi sfumata per la doppia sconfitta (0-1 in entrambe le partite) contro il Kuressaare. 
In Coppa d'Estonia raggiunge le semifinali, dove viene eliminato dal Trans Narva poi vincitore del torneo. Si classifica quinto nell'Esiliiga 2019. 
L'anno successivo arriva di nuovo in semifinale di Eesti Karikas: al termine di una partita inaspettatamente a lungo combattuta, è sconfitto per 2-4 dal Flora Tallinn, futuro vincitore della coppa nazionale. In campionato si conferma al quinto posto, seguito da un sesto nel 2021.
In Esiliiga 2022 è tra le squadre pretendenti alla promozione, si classifica infatti terzo dietro all'Harju Laagri e al Levadia Tallinn U21 qualificandosi dopo cinque anni per lo spareggio promozione/retrocessione. Incontra dunque il TJK Legion col quale perde in casa 0-3 e vince in trasferta 0-1, risultati che sanciscono una complessiva sconfitta per l'Elva.
Nel 2023, invece, disputa un campionato da bassa classifica che conclude all'ottavo posto, pertanto deve affrontare il Kalev Tartu (terzo in Esiliiga B nello spareggio promozione/retrocessione. Dopo un rischioso pareggio per 0-0 all'andata, l'Elva vince 2-1 la partita di ritorno e conserva la seconda serie. L'anno successivo la stagione si svolge in modo simile: ancora ottavo in classifica, si scontra allo spareggio col TJK Legion; tuttavia la pratica si risolve facilmente a favore dell'Elva, vincitore già in trasferta per 0-3 e dilagante al ritorno in casa con un netto 6-0.

## Statistiche

### Partecipazione ai campionati
| Livello | Categoria  | Partecipazioni | Debutto | Ultima stagione | Totale |
| ------- | ---------- | -------------- | ------- | --------------- | ------ |
| 2º      | Esiliiga   | 14             | 2001    | 2025            | 14     |
| 3º      | II Liiga   | 6              | 2003    | 2012            | 10     |
| 3º      | Esiliiga B | 4              | 2013    | 2016            | 10     |
| 4º      | III Liiga  | 1              | 2011    | 2011            | 1      |

## Palmarès

### Altri piazzamenti
- Coppa d'Estonia:

Semifinalista: 2018-2019, 2019-2020
- Esiliiga:

Finalista play-off: 2018
Terzo posto: 2022
- Esiliiga B:

Secondo posto: 2016
- II Liiga:

Promozione: 2004